# Dhammur, Aland
Dhammur là một làng thuộc tehsil Aland, huyện Gulbarga, bang Karnataka, Ấn Độ.